# تاي هوارد
تاي هوارد (بالإنجليزية: Ty Howard)‏ هو لاعب كرة قدم أمريكية أمريكي، ولد في 30 نوفمبر 1973 في كولومبوس في الولايات المتحدة.

## وصلات خارجية
- تاي هوارد على موقع مرجع كرة القدم المحترفة.كوم (الإنجليزية)